# Julia Mancuso
Julia Mancuso (Reno, Nevada 9. ožujka 1984.) umirovljena je američka alpska skijašica.
Prvo odličje s velikih natjecanja osvojila je na svjetskom prvenstvu u Bormiu 2005. u superveleslalomu i veleslalomu.
Najveći uspjeh u karijeri ostvarila je na Olimpijskim igrama u Torinu 2006. godine kada je osvojila zlatnu medalju u veleslalomu. Na olimpijadi u Vancouveru 2010. godine osvojila je srebro u spustu.

## Pobjede u Svjetskom kupu
7 pobjede (3 u spustu, 2 u superveleslalomu, 1 u kombinaciji, 1 u paralelnom slalomu)
| Datum              | Mjesto                 | Disciplina       |
| ------------------ | ---------------------- | ---------------- |
| 19. prosinca 2006. | Val-d'Isère            | spust            |
| 14. siječnja 2007. | Altenmarkt             | kombinacija      |
| 19. siječnja 2007. | Cortina                | superveleslalom  |
| 3. ožujka 2007.    | Tarvisio               | spust            |
| 16. ožujka 2011.   | Lenzerheide            | spust            |
| 5. veljače 2012.   | Garmisch-Partenkirchen | superveleslalom  |
| 21. veljače 2012.  | Moskva                 | paralelni slalom |

## Vanjske poveznice
- Julia Mancuso.net Osobna stranica